# Гера
Гера (њем. Gera) град је у њемачкој савезној држави Тирингија. Посједује регионалну шифру (AGS) 16052000, NUTS (DEG02) и LOCODE (DE GEA) код. Основан је у VIII веку, а статус града има од 1237. године.

## Географски и демографски подаци
Град се налази на надморској висини од 205 метара. Површина општине износи 151,9 km².

## Становништво
У самом граду је, према процјени из 2011. године, живјело 98762 становника. Просјечна густина становништва износи 662 становника/km².

## Међународна сарадња
| Мјесто         | Држава              | Врста сарадње | Од    |
| -------------- | ------------------- | ------------- | ----- |
| Лариса         | Грчка               | контакт       | 2000. |
| Куопио         | Финска              | партнерство   | 1972. |
| Сен Дени       | Француска           | партнерство   | 1959. |
| Плзењ          | Чешка               | партнерство   | 1970. |
| Горажде        | Босна и Херцеговина | партнерство   | 2002. |
| Сливен         | Бугарска            | партнерство   | 1965. |
| Форт Вејн      | САД                 | партнерство   | 1992. |
| Ростов на Дону | Русија              | партнерство   | 1991. |
| Псков          | Русија              | партнерство   | 1969. |
| Темишвар       | Румунија            | партнерство   | 1984. |
| Скјерњевице    | Пољска              | партнерство   | 1993. |
| Арнем          | Холандија           | партнерство   | 1987. |
| Извор          |                     |               |       |